# Kóbe Stadion
A Miszaki Park Stadion (japánul: 御崎公園球技場, Miszaki Koen Kjügidzsó), hivatalos nevén: NOEVIR Stadion Kóbe (japánul: ノエビアスタジアム神戸) egy labdarúgó-stadion a Miszaki Parkban, Kóbéban, Japánban. A létesítmény érdekessége, hogy behúzható tetővel rendelkezik. 
A 2002-es labdarúgó-világbajnokságon két csoportmérkőzést és egy nyolcaddöntőt rendeztek itt. 2001-ben nyitották meg, befogadóképessége 30 132 fő. A japán első osztályban (J1 League) szereplő Vissel Kobe otthona.
A 2019-es rugby-világbajnokság egyik helyszíne volt.

## Események

### 2002-es labdarúgó-világbajnokság
| Dátum            | Pályaválasztó | Eredmény | Vendég  | Forduló      |
| ---------------- | ------------- | -------- | ------- | ------------ |
| 2002. június 5.  | Oroszország   | 2 – 0    | Tunézia | H csoport    |
| 2002. június 7.  | Svédország    | 2 – 1    | Nigéria | F csoport    |
| 2002. június 17. | Brazília      | 2 – 0    | Belgium | Nyolcaddöntő |